# Air Panic
Pour plus de détails, voir Fiche technique et Distribution.
Air Panic est un film américain réalisé par Bob Misiorowski, sorti en 2001.
Le film met en scène Rodney Rowland dans le rôle d'un agent de la FAA charger de tuer le responsable du crash des autres avions.

## Synopsis
Lorsque des avions commerciaux s'écrasent dans des circonstances mystérieuses, la FAA a pour mission de trouver s'il y a un lien ou si cela est juste une grosse coïncidence. Neil, un analyste de systèmes FAA, découvre que tous les avions ont été équipés avec le même logiciel. Alors que son patron pense qu'il est tout à fait farfelu, Neil pense qu'il connait l'avion qui est la prochaine cible. Il arrive à peine à l'aéroport, avec les feuilles de platanes et ordonne au pilote de patienter jusqu'à ce qu'il effectue une vérification du système. Mais tout d'un coup l'avion commence à décoller sur son propre. Neil arrive à peine à monter à bord. Il est ensuite contacté par l'homme derrière tout cela, un gars de l'ordinateur qui se sent mis à profit par l'industrie de l'aviation et veut effectuer un peu de récupération. Il prévoit de détruire ce avion aussi. Neil tente de faire ce qu'il peut pour aider, mais malheureusement, le gars le regardait.

## Fiche technique
- Titre : Air Panic
- Réalisation : Bob Misiorowski
- Musique : Serge Colbert
- Société de distribution : 20th Century Fox, Nu Image Films
- Pays d'origine : États-Unis
- Langue : anglais
- Format : 1,33:1
- Genre : Thriller
- Durée : 90 minutes
- Date de sortie : octobre 2001

## Distribution
- Rodney Rowland
- Kristanna Loken
- Ted Shackelford
- Barbara Carrera
- Tucker Smallwood